# Jã (xá)

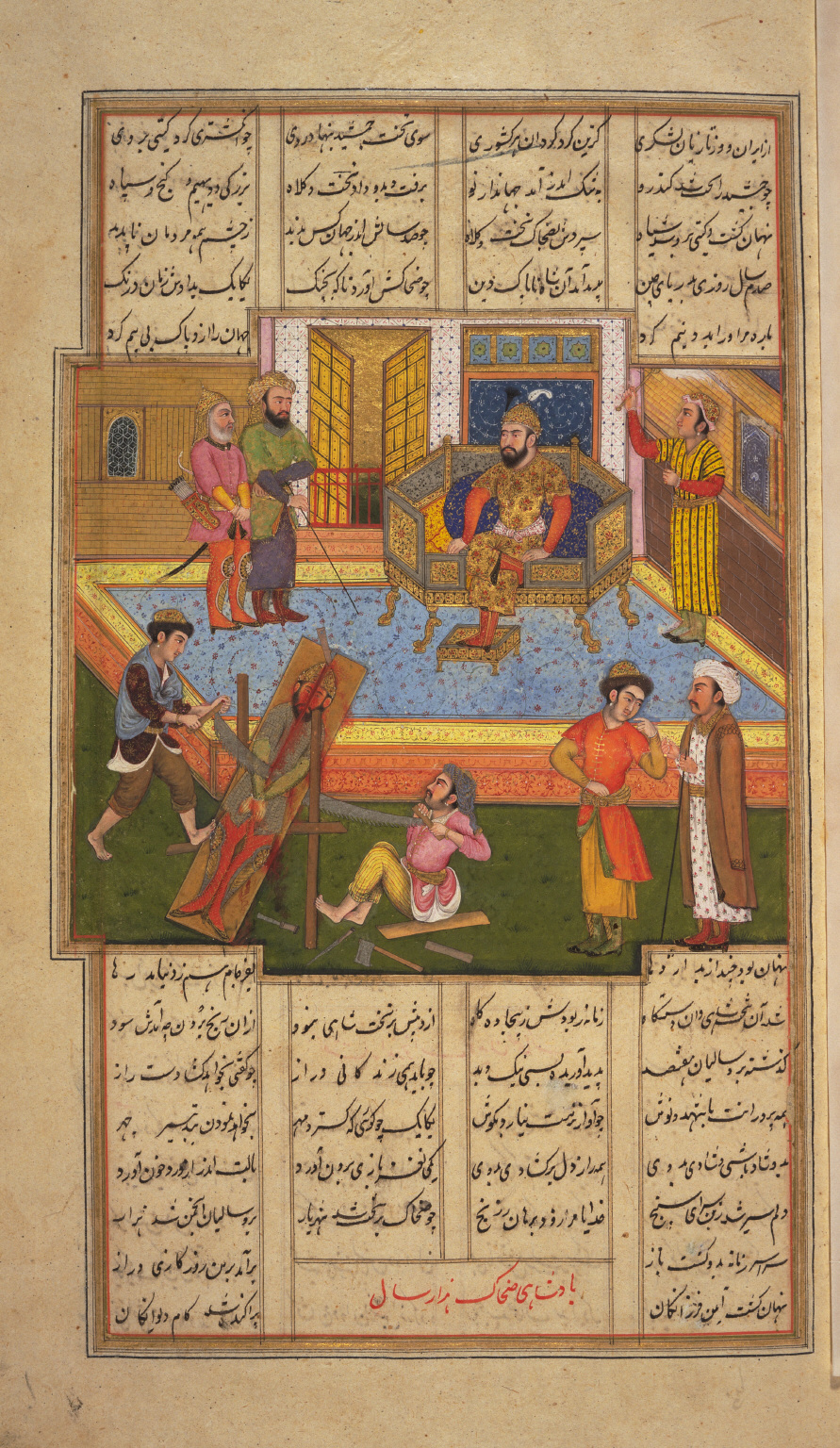
Iluminura da Épica dos Reis retratando Jam sendo partido ao meio perante Dahaka

Jã (em persa médio e novo: جم, Jam), Janxide (em persa: جمشید‎; romaniz.: Jamshīd) ou Ima em avéstico: 𐬫𐬌𐬨𐬀‎; romaniz.: Yima; lit. "radiante") é o quarto xá da mitológica dinastia pisdadiana da Pérsia segundo a Épica dos Reis de Ferdusi.